# Рябь

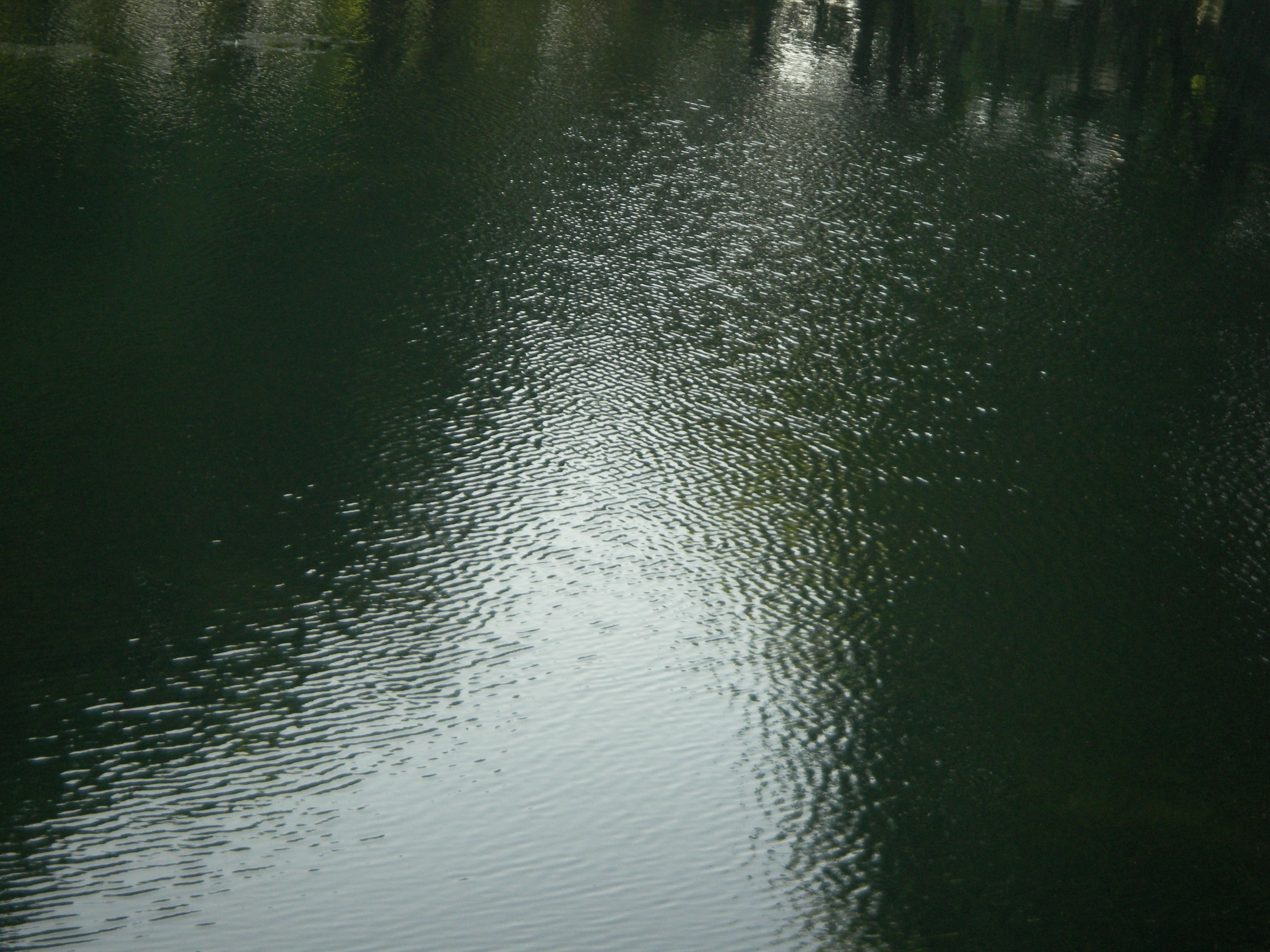
Рябь на поверхности пруда

Рябь — мелкое волнение на поверхности неглубокого водоёма. Появляется из-за ветра над поверхностью воды. В большинстве случаев заметна только при разглядывании отражения объекта.
Также рябью обозначают неприятное ощущение пестроты в глазах.

## Рябь в медицине
- «морская рябь» - морфологический признак свежей, недавно возникшей отслойки сетчатки. Дело в том, что на поверхности отслоенной сетчатки при офтальмоскопии видны мелкие складки, которые и называют «морской рябью». Спустя несколько месяцев «морская рябь» исчезает, так как появляются уже крупные складки.[1].
- Рябь в глазах, то есть неприятное ощущение пестроты, множества разноцветных точек, может рассматриваться как симптом некоторых патологических состояний человека. Например, спазм, сдавливание позвоночных артерий. Позвоночные артерии проходят через узкие отверстия в поперечных отростках шейных позвонков, соответственно травма, остеохондроз шейных позвонков может привести к нарушению тока крови через эти артерии. Нарушается кровоснабжение в соответствующих отделах головного мозга (вестибулярный аппарат, центр зрительного анализатора, центры продолговатого мозга) и возникают: головокружение, шаткость, усиливающиеся при повороте или наклоне головы, мушки и «рябь» в глазах, тошнота, боли и дискомфорт в шее, нижней части затылка, висках[2].